# 메인 매리너스 (ECHL)
| 메인 매리너스 |                                                                                             |
| 콘퍼런스      | 콘퍼런스                                                                                    |
| 디비전        | 디비전                                                                                      |
| 설립연도      | 1989년 2003년(ECHL 가입)                                                                    |
| 해체연도      |                                                                                             |
| 역사          | 앵커리지 에이스 (1989년~2003년) 알래스카 에이스 (2003년~2017년) 메인 매리너스 (2018년~미래) |
| 경기장        | 크로스 인슈어런스 아레나                                                                    |
| 연고지        | 메인주 포틀랜드                                                                             |
| 상징색        |                                                                                             |
| 구단주        |                                                                                             |
| 단장          |                                                                                             |
| 감독          |                                                                                             |
| NHL 제휴      |                                                                                             |
| AHL 제휴      |                                                                                             |
| 정규시즌 우승 | 5 (2006, 2011, 2012, 2013, 2014)                                                            |
| 콘퍼런스 우승 | 4 (2006, 2009, 2011, 2014, 2016)                                                            |
| 디비전 우승   | 8 (2005, 2006, 2007, 2009, 2011, 2012, 2013, 2014)                                          |
| 켈리 컵       | 4 (2006, 2011, 2014, 2016)                                                                  |
| 영구 결번     | 8, 16, 18                                                                                   |

메인 매리너스(Maine Mariners)는 미국 메인주 포틀랜드를 연고지로 하는 2018~2019시즌부터 ECHL에 참가할 예정이다.

## 역대 홈경기장
| 경기장                   | 사용기간    | 수용인원 | 장소            | 비고 |
| ------------------------ | ----------- | -------- | --------------- | ---- |
| 메인 매리너스            |             |          |                 |      |
| 크로스 인슈어런스 아레나 | 2018년~미래 | 9,500명  | 메인주 포틀랜드 | 빈칸 |